# Frost

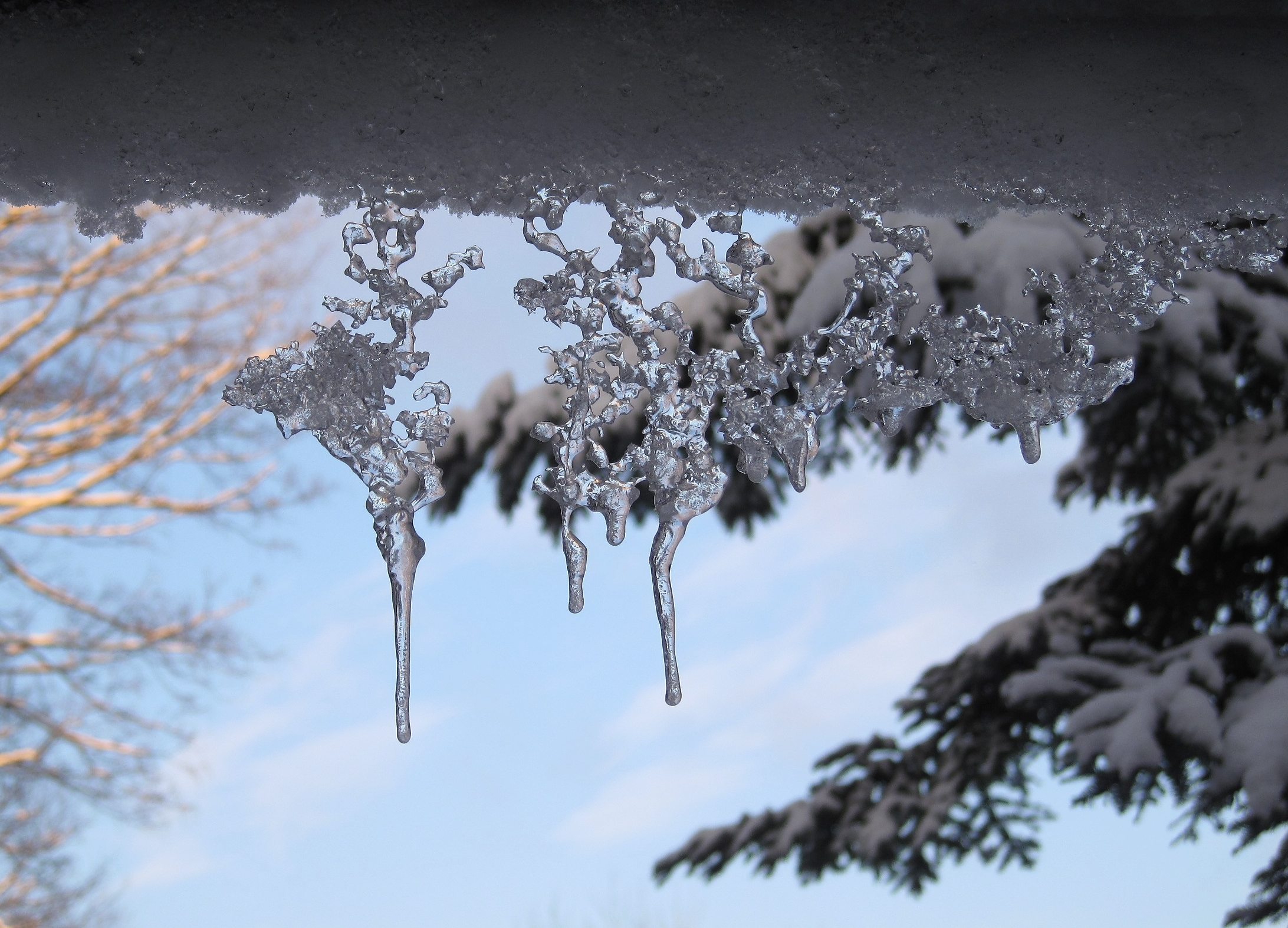
Durch Frost aus zuvor getautem Schnee entstandenes Klareis mit Spiegelungen und Eiszapfen

Der Ausdruck Frost (germanische Ableitung von frieren) bezeichnet das Auftreten von Temperaturen unterhalb 0 °C (Gefrierpunkt von Wasser) insbesondere in der natürlichen Umwelt, wovon vor allem Lebewesen, das Wasser und der Boden betroffen sind. Der Dauerfrost des Winters führt zur Winterruhe der Natur.

## Luftfrost und Bodenfrost
Frost (zur Abgrenzung zum Bodenfrost auch als Luftfrost bezeichnet) im Sinne der Meteorologie und Klimatologie herrscht, wenn die Lufttemperatur in zwei Metern Höhe (meteorologischer Messstandard, Messung in der Klimahütte) unter null Grad Celsius sinkt. Deshalb wird diese Art von Frost in der Schweiz auch als Hüttenfrost bezeichnet.
Einen Tag, an dem das Temperaturminimum unter null Grad Celsius liegt, nennt man dementsprechend einen Frosttag.
Bodenfrost bedeutet, dass die Temperatur in Erdbodennähe (in der Regel in 5 cm über dem natürlichen Boden) unter den Gefrierpunkt sinkt. Bodenfrost kann in klaren, windstillen Nächten durchaus bereits dann auftreten, wenn die Lufttemperatur in zwei Metern Höhe noch bei plus vier Grad liegt.
Boden, der das gesamte Jahr über gefroren bleibt, nennt man Dauer- oder Permafrostboden.
In den gemäßigten Breiten werden folgende Formulierungen zur Beschreibung der Temperatur benutzt.
- leichter Frost: −0,1 bis −5,0 Grad Celsius
- mäßiger Frost: −5,1 bis −10,0 Grad Celsius
- strenger/starker Frost: −10,1 bis −15,0 Grad Celsius
- sehr strenger/starker Frost: unter −15,0 Grad Celsius

Daneben findet sich auch noch die Bezeichnung geringer Frost für Temperaturen bis −2 Grad Celsius. Für Tage mit strengem Frost ist in der Klimatologie der – interpretationsfähige und im deutschsprachigen Raum nicht übliche – Begriff Kalter Tag in Gebrauch.

## Frosteinbrüche: Nacht-, Früh- und Spätfrost
Frost als Wetterereignis kann man folgendermaßen kennzeichnen:
- Frosttage, mit Temperaturereignissen unter 0 °C
- Eistage, an denen die Temperatur nie über 0 °C steigt; die anderen Frosttage nennt man Frostwechseltage

Sinken die Temperatur in 2 m Höhe unter 0 °C (meteorologischer Messstandard) durch nächtliche Ausstrahlung bei wolkenlosem Himmel und in windgeschützten Lagen, spricht man von Nachtfrost. Hier handelt es sich um mikroklimatische Ereignisse.
Frosteinbrüche sind kennzeichnend für den Winter als Jahreszeit, der im Usus der Meteorologie Mitteleuropas die Monate Dezember, Januar und Februar umfasst, tritt aber im ganzen Winterhalbjahr (also Mitte Oktober bis Mitte April) regelmäßig ein – trotzdem können Frostereignisse auch nach Ende des phänologischen Winters (also dem Einsetzen der typischen Vegetationsanzeichen für Vollfrühling) und schon im Früh- und Vollherbst eintreten. Dieser kann als Frühfrost im Herbst Erntefrüchte (Kartoffeln, Zuckerrüben) gefährden oder als Spätfrost im Frühjahr zu Schäden im Obst-, Wein- und Gartenbau führen. Das Vermögen einer Pflanze, solchen Frosteinbrüchen zu widerstehen, nennt man Frosthärte. Die Frostgrenzen im Gebirge oder aufgrund des geozonalen Klimas haben eine wichtige Bedeutung für die Ausbildung der jeweiligen Vegetation.

## Frost in der Seefahrt

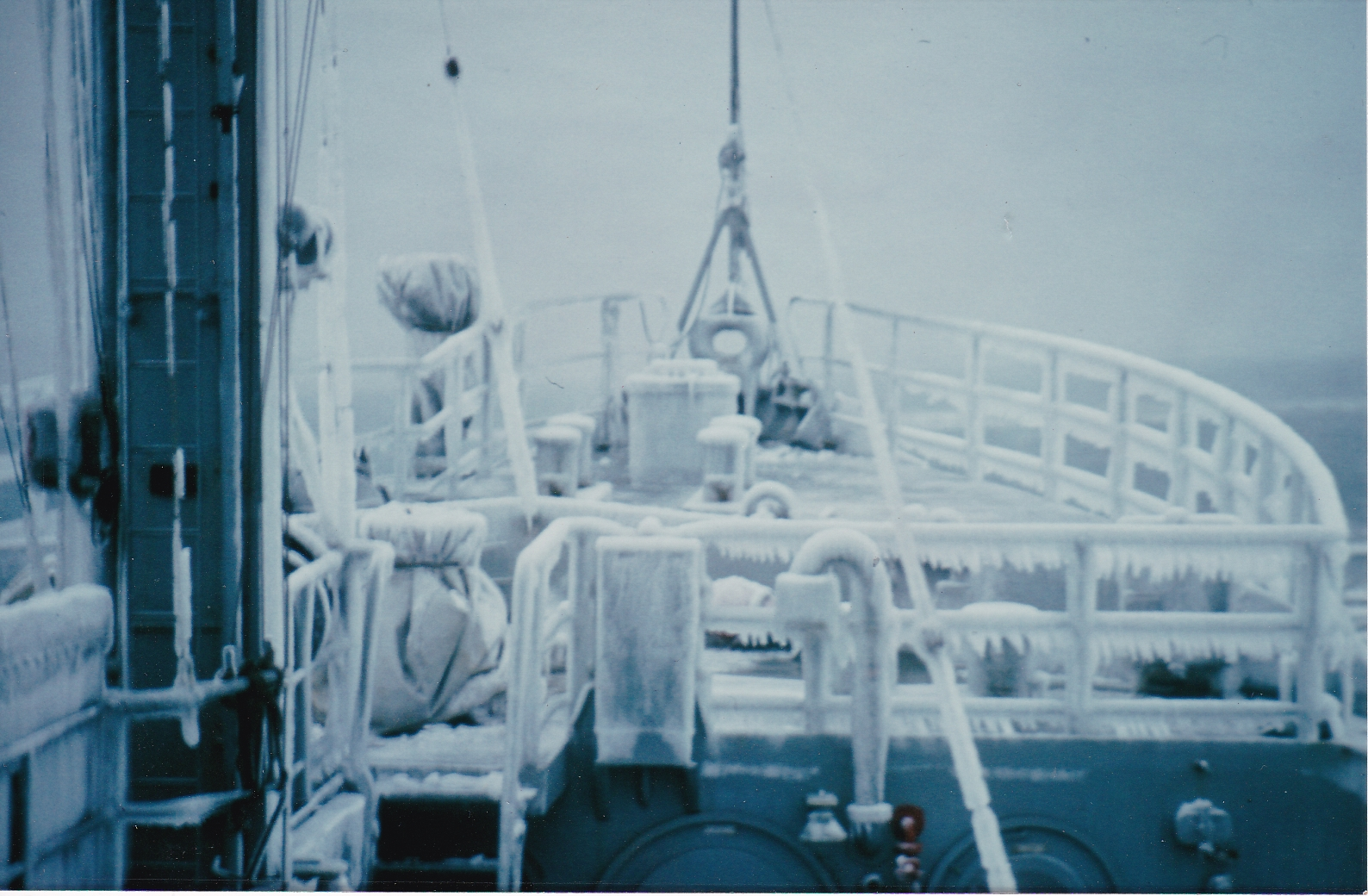
Schiff mit Weißem Frost

In der Seefahrt bezeichnen die Begriffe Weißer Frost (englisch White Frost) und Schwarzer Frost (Black Frost) eine Vereisung der Schiffsaufbauten. Weißer Frost entsteht aus der Gischt bei überkommender See (Salzwasser) in starkem Sturm, Schwarzer Frost bildet sich aus Nebel oder Nieselregen (Süßwasser). Beides kann zum Kentern des Schiffes führen und die Takelage überlasten.

## Dauerfrost

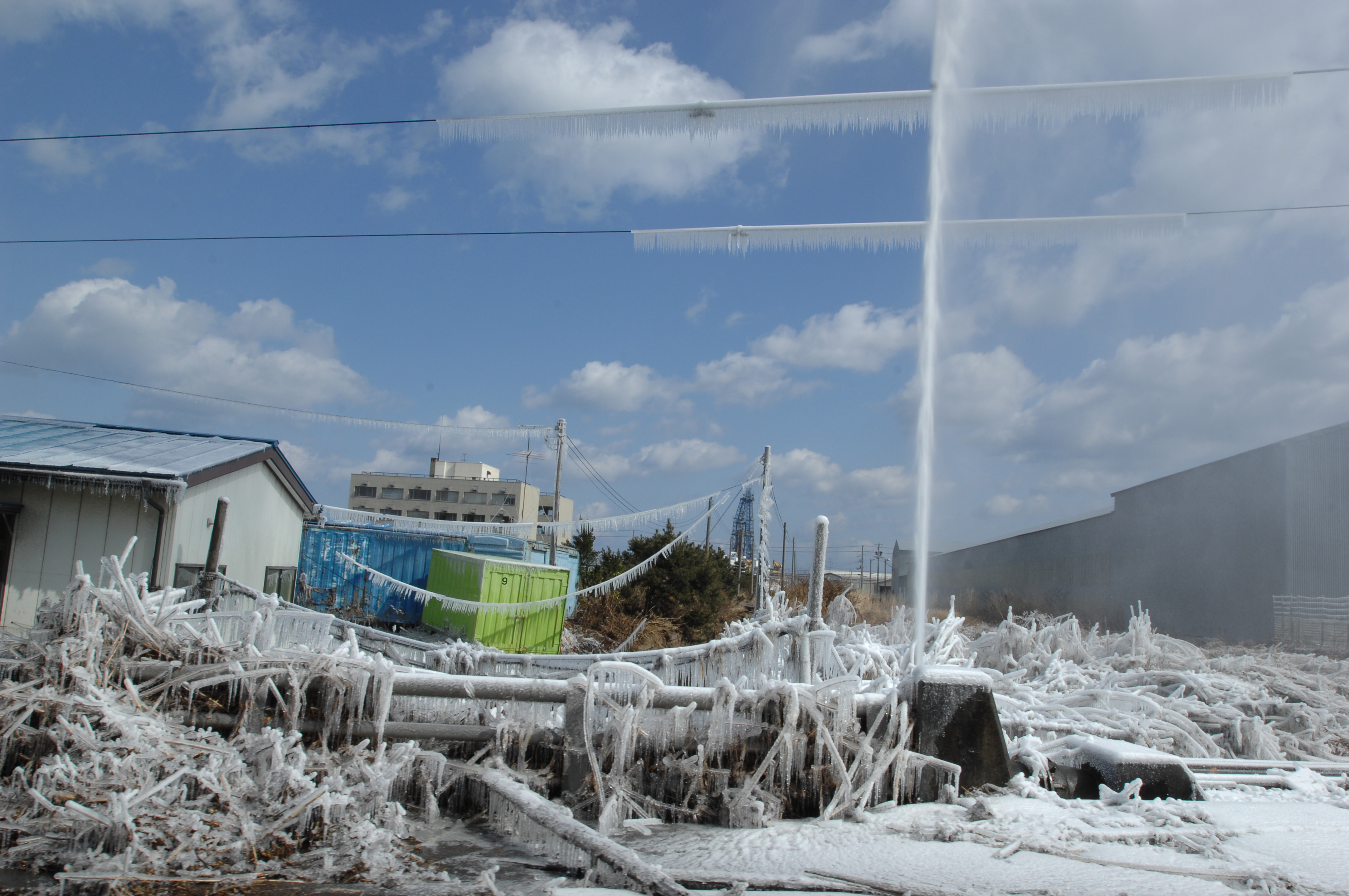
Eis- und Wasserschaden nach dem Tōhoku-Erdbeben 2011 im winterlichen Japan

Der winterliche Frost kann je nach Region wenige Tage oder mehrere Monate dauern. In der Natur führt er zur Winterruhe bzw. Dormanz, hat direkten Einfluss auf die Keimruhe von Samen und löst die Schosshemmung von Nutzpflanzen durch Vernalisation.
Unter anderem für Straßendecken ist es besonders schädlich, wenn die Temperaturen über längere Zeit um den Gefrierpunkt pendeln und es zudem feucht ist. Der Wechsel zwischen Frost und Tauwetter führt dazu, dass Wasser in winzige Spalten eindringt und dort gefriert. Eis hat eine geringere Dichte als Wasser, braucht also mehr Platz. Es dehnt die kaum sichtbaren Spalten mit enormer Kraft ein wenig aus, sodass beim nächsten Mal etwas mehr Wasser hinein passt. Nach vielen Wiederholungen entstehen so sichtbare Schäden, es kommt zur Frostverwitterung. Dauerfrost führt so bei ungeschützten Wasserleitungen auch zu Wasserrohrbrüchen und in der Folge häufig zu Wasserschäden.

## Frostwarnung

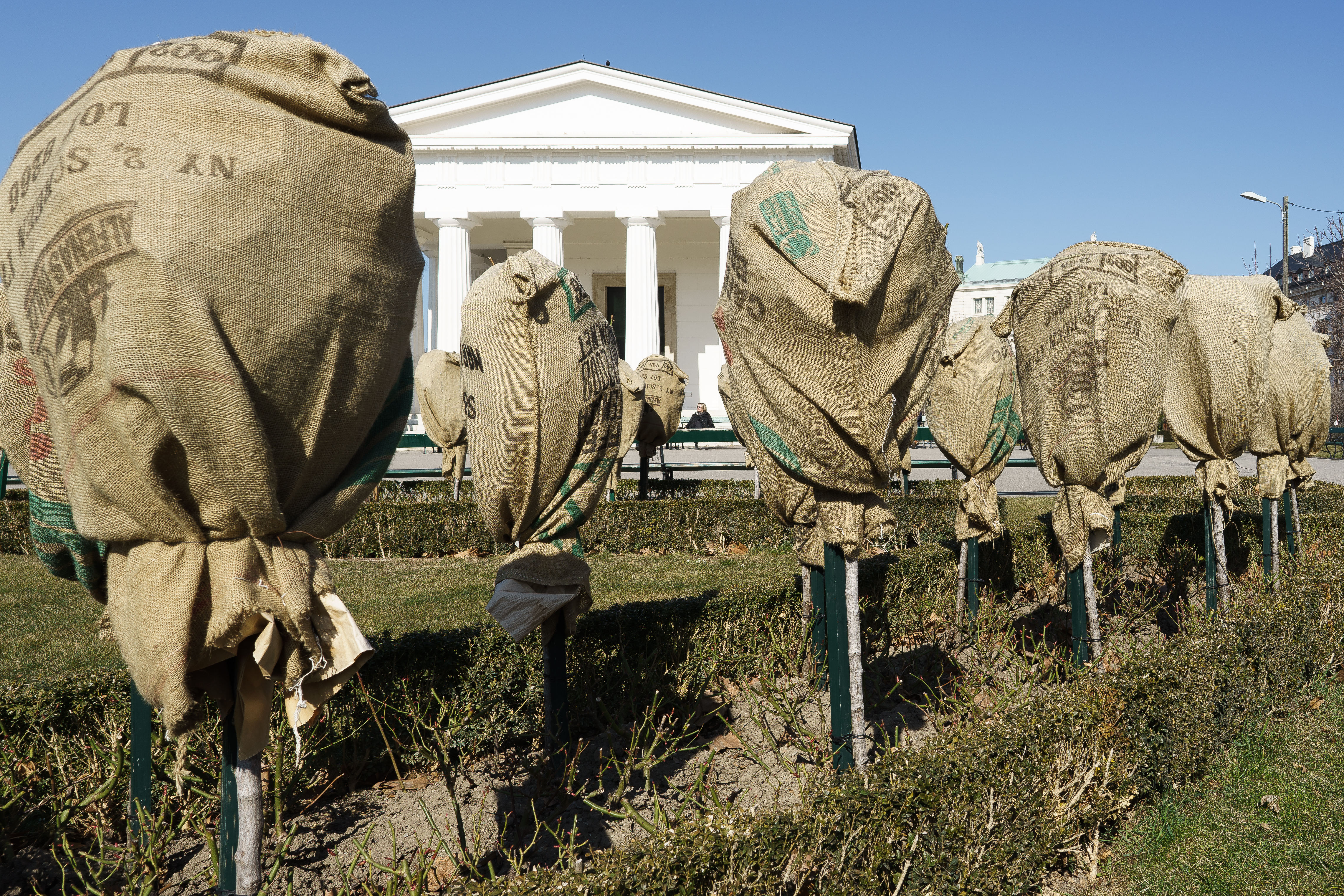
Rosen unter Frostschutz

Für verschiedene Bereiche, wie insbesondere die Landwirtschaft und Bauwirtschaft, ist es wichtig, schon im Voraus zu wissen, ob es zur Bildung von Frost kommen wird. Aus diesem Grunde wird eine Frostwarnung ausgesprochen, wenn Frost wahrscheinlich ist. Entscheidend hierfür ist die nächtliche Tiefsttemperatur, die zum Beispiel über die Taupunktregel vorausberechnet wird. Dabei existieren drei verschiedene Grade, die durch Sterne symbolisiert werden:
- kein Nachtfrost (*)
- Nachtfrost möglich (*)
- Nachtfrost sehr wahrscheinlich (**)

In der Landwirtschaft bietet eine Schneedecke den besten Frostschutz im Nutzpflanzenanbau, bei Spätfrösten im Frühjahr wird zum Schutz der empfindlichen Kulturen verbreitet die Frostschutzberegnung angewendet.